# Seebach (Fränkische Rezat)
Der Seebach ist ein etwa 2,7 km langer linker Zufluss der Fränkischen Rezat im Naturpark Frankenhöhe im mittelfränkischen Landkreis Ansbach.

## Geographie

### Verlauf
Der Seebach entspringt östlich des Lehrberger Gemeindeteils Ballstadt auf etwa 459 m ü. NHN ungefähr 300 m östlich der Ortsmitte am Rand des Waldgebiets Birkenschlag. Der Bach fließt überwiegend in Richtung Westen.
Er fließt zunächst in nordwestlicher Richtung. Nachdem er Ballstadt durchlaufen hat, nimmt er von rechts den etwa 1,6 km langen Birkenfelser Graben auf und wendet sich nach Westen. Von hier an wird er von der Gemeindeverbindungsstraße von Ballstadt nach Lehrberg begleitet. Ab der Walkmühle verengt sich sein Tal, links im Süden erhebt sich der Kümmelberg, rechts der waldbestandene Hirschberg. Unterhalb der Seemühle erreicht er das Tal der Rezat. Über den Bach führt die Straßenbrücke und etwa 400 m weiter im Westen die Eisenbahnbrücke der Bahnstrecke Treuchtlingen–Würzburg. Nach weiteren 200 m, auf denen sein mäandernder Lauf durch Wiesenland durch einen Graben verkürzt ist, fließt er auf 410 m ü. NHN zwischen Ziegelhütte und Unterheßbach in die Fränkische Rezat ein.

### Einzugsgebiet
Das Einzugsgebiet des Seebachs ist knapp 5 km² groß. Naturräumlich gesehen liegt es weit überwiegend auf den Bibert-Schwabach-Rezat-Platten, einem Teil des Unterraums Südliche Mittelfränkische Platten des Mittelfränkischen Beckens, während der Mündungszwickel im Rezattal zur Lehrberger Tallandschaft der Nördlichen Frankenhöhe gerechnet wird. Mit etwa 490 m ü. NHN ist es am höchsten an seinem Ostrand auf der Höhe westlich von Brünst zwischen der Kreisstraße AN 21 und der Gemeindeverbindungsstraße von Brünst nach Ballstadt. Es liegt vollständig im Landkreis Ansbach, überwiegend und mit dem gesamten Bachlauf im Gebiet von Markt Lehrberg; zu Markt Flachslanden gehört im Norden fast nur ein großer Anteil des Teileinzugsgebietes des Birkenfelser Grabens.
Reihum grenzen die Einzugsgebiete der folgenden Nachbargewässer an:
- Im Norden der Borsbach;
- im Osten der Wernsbach;
- im Süden der Pulverbach und der Dutzendklingengraben;
- im Westen die Fränkische Rezat.

### Zuflüsse
Liste der Zuflüsse von der Quelle zur Mündung. Mit Gewässerlänge, Einzugsgebiet und Höhe. Andere Quellen für die Angaben sind vermerkt.
- Birkenfelser Graben, von rechts und Norden auf etwa 443 m ü. NHN gleich nach Ballstadt, ca. 1,6 km und ca. 1,7 km². Entsteht auf etwa 476 m ü. NHN wenig nördlich von Birkenfels. Ist nach Länge wie Teileinzugsgebiet der gegenüber dem namentlichen bedeutendere Oberlauf.
- (Waldbach vom Heßberg), von rechts und Nordwesten auf etwa 430 m ü. NHN in den Stauteich der Walkmühle, ca. 1,0 km und ca. 0,9 km². Entsteht auf etwa 461 m ü. NHN am Beginn seines Bachrisses zwischen Heßberg und Hirschberg.

### BayernAtlas („BA“)
Amtliche Online-Gewässerkarte mit passendem Ausschnitt und den hier benutzten Layern: Lauf und Einzugsgebiet des Seebachs

Allgemeiner Einstieg ohne Voreinstellungen und Layer: BayernAtlas der Bayerischen Staatsregierung (Hinweise)
1. 1 2 3 4  Höhe abgefragt auf dem Hintergrundlayer Amtliche Karte (Rechtsklick).
2. 1 2  Länge abgemessen auf dem Hintergrundlayer Amtliche Karte.
3. 1 2  Einzugsgebiet abgemessen auf dem Hintergrundlayer Amtliche Karte.

### Sonstige
1. ↑  Relation: Seebach (16197112). In: OpenStreetMap. OSM, abgerufen am 14. August 2023.
2. ↑  Franz Tichy: Geographische Landesaufnahme: Die naturräumlichen Einheiten auf Blatt 163 Nürnberg. Bundesanstalt für Landeskunde, Bad Godesberg 1973. → Online-Karte (PDF; 4,0 MB)